# Кірляй
Кірля́й (рос. Кирляй, ерз. Кирляй) — присілок у складі Ковилкінського району Мордовії, Росія. Входить до складу Рибкинського сільського поселення.
Населення — 8 осіб (2010; 8 у 2002).
Національний склад станом на 2002 рік:
- росіяни — 100 %